# Ipaumirim
Ipaumirim is een gemeente in de Braziliaanse deelstaat Ceará. De gemeente telt 11.999 inwoners (schatting 2009).
De gemeente grenst aan Baixio, Aurora, Lavras da Mangabeira, Cachoeira dos Índios en Bom Jesus.